# Wilhelm von Jülich

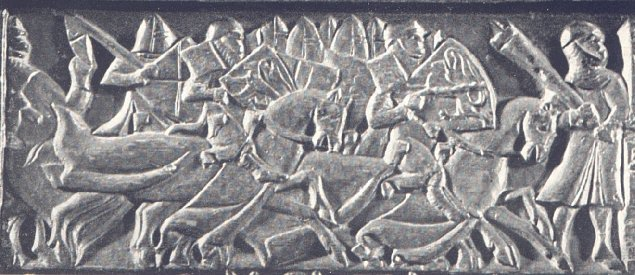
Wilhelm i Gwidon de Namur wjeżdżają do Brugii (ubrani w łebki). W rzeczywistości wjechali do miasta osobno

Wilhelm von Jülich (ur. ok. 1275, zm. 18 sierpnia 1304) – członek rodu Jülich, do 1302 roku prepozyt w Maastricht, przywódca powstania mieszczan flamandzkich (1302–1304), przeciwnik polityczny króla Francji Filipa IV Pięknego. Mimo że dowodził armią to formalnie był jedynie giermkiem.

## Rodzina
Po mieczu był potomkiem nadreńskich feudałów. Jego pradziadek Wilhelm III poległ pod Damiettą w czasie piątej wyprawy krzyżowej, dziadek Wilhelm IV, pełniący funkcję zarządcy Akwizgranu i ojciec, także o imieniu Wilhelm, zginęli zamordowani przez zbuntowanych przeciwko nałożonym na nich opłatom mieszczan. Wilhelm i jego starszy brat, również Wilhelm zostali odsunięci od dziedziczenia przez stryjów Walrama, a następnie Gerarda V. Starszy brat, a zarazem imiennik Wilhelma poświęcił się rycerskiej karierze.
Po matce Marii był wnukiem Gwidona I de Dampierre, hrabiego Flandrii. Gwidon po kądzieli był wnukiem Baldwina IX, który został cesarzem łacińskim Baldwinem I. Baldwin pozostawił po sobie dwie córki Joannę i Małgorzatę, która była matką Gwidona, a więc prababką Wilhelma von Jülich.

## Tło historyczne działalności Wilhelma
Matka Gwidona I de Dampierre, Małgorzata miała dzieci z dwoma swoimi mężami: Bouchardem d’Avesnes oraz z feudałem z Szampanii Wilhelmem II de Dampierre. Potomstwo z tym drugim mężem na mocy wcześniejszych postanowień posiadało prawo do dziedziczenia. Po śmierci swojej siostry Małgorzata przejęła władzę nad Flandrią i wtedy jej syn z rodziny d’Avesnes Jan I upomniał się o ziemię. Ówczesny król Francji Ludwik IX Święty podzielając jego zdanie wymusił podział spadku przyznając mu Hainaut. Moment ten stał się początkiem długotrwałych nienawistnych sporów i wojen między rodzinami de Dampierre i d’Avesnes, wywodzącymi się od tej samej kobiety – Małgorzaty. Nienawiść podsyciła śmierć współrządzącego z nią syna, Wilhelma III de Dampierre, w czasie pojedynku w 1351 roku. Wilhelm III zmarł w wyniku ran zadanych przez stronników rodziny d’Avesnes. Rządzący po nim dziadek Wilhelma von Jülich, Gwidon I de Dampierre kontynuował spór rodów, rozszerzając go na coraz większe terytorium. Toczył wojnę z antykrólem Niemiec Wilhelmem z Holandii, którego siostra była żoną hrabiego Hainaut. Wojnę przegrał, dostał się do niewoli i musiał zapłacić za siebie rujnujący okup. W 1263 roku rozszerzył swoje włości o hrabstwo Namur, odkupione od Baldwina II, cesarza łacińskiego. Oba rody w tym czasie zawierały liczne sojusze i zawierały korzystne mariaże. W 1294 roku Gwidon popełnił błąd zaręczając swoją córkę z następcą tronu angielskiego, pomimo że trwała wojna między Anglią a Francją. Za ten czyn został wezwany przez króla francuskiego Filipa IV Pięknego i zmuszony do oddania mu swojej córki i zerwania zaręczyn. W 1297 roku na skutek odmówienia mu prawa do sądu, Gwidon I zgodnie z prawem zerwał więź łączącą go z suwerenem – królem francuskim. Przy zawarciu pokoju w 1300 roku Flandria została pominięta jako jedna ze stron. Miasta wierne Gwidonowi zostały zdobyte lub poddały się, a on sam wraz z synem Robertem III flandryjskim i częścią rycerstwa flandryjskiego został wzięty do niewoli.

## Życie Wilhelma von Jülich

### Stan duchowny
Po dziadku Wilhelma władzę w Akwizgranie oraz posiadłości rodu Jülich przejęli stryjowie Wilhelma, a on sam został przeznaczony do stanu duchownego. Otrzymał wcześniej niezbędne wykształcenie i w 1300 roku został prepozytem w Maastrichcie. Otrzymał później ekspektatywę objęcia urzędu, na archidiecezję kolońską, co byłoby posunięciem bardzo korzystnym do rządzącego w Akwizgranie stryja Wilhelma, który do tej pory był skłócony z arcybiskupami Kolonii. Młody prepozyt musiał być nie do końca zadowolony z przynależności do stanu duchownego, co dowodzi fakt, że bardzo szybko porzucił służbę kościelną kiedy w niebezpieczeństwie znalazła się jego rodzina. Do czynu tego mogła go skłonić, poza uwięzieniem dziadka po kądzieli, śmierć brata Wilhelma starszego i stryja Walrama, którzy walczyli przeciwko Francji po stronie Gwidona I de Dampierre. Pierwszy umarł na skutek ran zadanych mu w czasie walki, a drugi został zamordowany przez zwycięzców. W tym samym czasie brat Jana II d’Avesnes, Gwidon d’Avesnes został biskupem Utrechtu, a brat hrabiego Baru, sojusznika Kapetyngów, Tybald, został biskupem Liège, a w związku z tym był zwierzchnikiem Wilhelma.

### Nawiązywanie sojuszów
Po opuszczeniu Maastricht Gwidon udał się do Namur, które było ostatnią posiadłością, którą realnie władała osłabiona rodzina de Dampierre. Hrabią Namur był Jan I de Namur, najstarszy syn Gwidona de Dampierre z drugiego małżeństwa. Wilhelm poznał tutaj Gwidona de Namur – młodszego brata Jana I. Gwidon de Namur był osławiony dzięki bohaterskiej obrony Ypres przed wojskami francuskimi w 1300 roku. Tych dwóch szlachetnie urodzonych młodych ludzi wraz z hrabią Namur postanowili odzyskać włości rodziny de Dampierre i pomścić doznane krzywdy oraz zrewanżować się na rodzinie d’Avesnes. Tymczasem część rycerstwa flandryjskiego została uwięziona przez Filipa IV Pięknego, a część podporządkowała się mu. Sojusznicy postanowili poszukać więc pomocy wśród mieszczan, którzy w tym czasie dzielili się na leliaarts (przyjaciele lilii – herbu Kapetyngów) i liebaarts (przyjaciele lwa – herbu hrabiów Flandrii). Ze względu na to, że większość patrycjuszy należało do leliaarts Wilhelm zmuszony był poszukać pomocy wśród rzemieślników. Jesienią 1301 roku Wilhelm, Gwidon i Jan za pośrednictwem tajnych pośredników nawiązali kontakt z Piotrem de Coninc, prostym rzemieślnikiem, tkaczem z Brugii, który okazał się być zręcznym przywódcą i politykiem.

### Krajobraz przed i po jutrzni brugijskiej

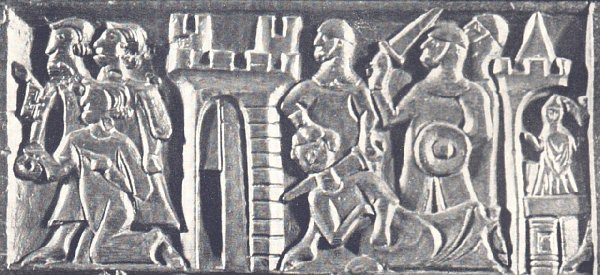
Jutrznia brugijska przedstawiona na tzw. skrzyni bitwy pod Courtrai

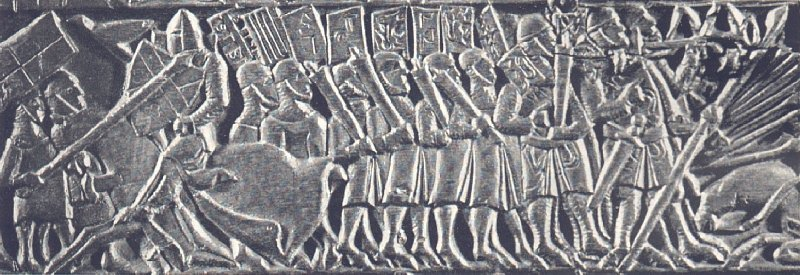
Mieszczanie flandryjscy uzbrojeni w typową dla nich broń – goedendag

Napięcie wśród brugijskich mieszczan sięgało zenitu, a Piotr de Coninc był kolejno wygnany, a później przywrócony do miasta przez patrycjat, wspomagany przez wojska namiestnika Flandrii Jakuba de Châtillon. Pod koniec kwietnia 1302 Wilhelm uznał, że sytuacja jest już dobra, by rozpocząć przewrót i udał się do miasta, jako wysłannik hrabiego Namur. Pod nieobecność francuskich wojsk przybył zbrojnie zyskując sympatie ludności Brugii. Mieszczanie szybko zdobyli zamki Sijsele, oraz Male, w którym wymordowali francuski garnizon. Do miasta wrócił jednak z wojskiem Jakub de Châtillon, co skłoniło mieszczan do poddania się. Wilhelm i dopiero co przybyły do miasta hrabia Jan zmuszeni byli uciekać z Brugii. Wejście namiestnika Flandrii wraz z armią wywołało panikę ludności, która spodziewała się, że rankiem 18 maja zostanie ukarana przez francuską armię za bunt. Nastroje były napięte do tego stopnia, że w nocy wśród mieszczan zapadła decyzja o zaatakowaniu francuskiego garnizonu. Niczego się nie spodziewający i niemający złych zamiarów Francuzi zostali wymordowani zanim dzwony wybiły na jutrznie. Wydarzenie to jest nazywane jutrznią brugijską albo Dobrym Piątkiem. Mieszczanie zorientowali się, że znajdują się w bardzo niebezpiecznej sytuacji i pilnie potrzebują sojuszników.

### Drugi wjazd do Brugii
Wilhelm szybko dowiedział się o tym co się wydarzyło w Brugii. Zabrał należącą do Gwidona I de Dampierre zbroję i miecz, którą przechowywał senior zamku Moerzeke. Wkraczając 23 maja do miasta kazał je nieść przed sobą jako znak, że jego celem jest uwolnienie i przywrócenie władzy prawowitego hrabiego Flandrii. Niedługo po nim do miasta przybył również Gwidon de Namur. Wilhelm mianował siebie gubernatorem Brugii, co powiększyło jeszcze sympatię mieszkańców miasta do niego. Był on hojnie przez nich obdarowywany przez co ze średnio majętnego człowieka stał się w ciągu kilkunastu dni bogaczem. Jako że nie walczył o posiadłości dla siebie uznawano go za szlachetnego mściciela krzywd, jakie dotknęły rodzinę de Dampierre. Wilhelm, Gwidon de Namur i Piotr de Coninc szybko przystąpili do wyzwalania Flandrii. W czerwcu prawie cała Flandria była już wolna od francuskich garnizonów z wyjątkiem Cassel i Courtrai, gdzie armie skryły się w zamkach czekając na odsiecz. Wilhelm oblegał Cassel podczas gdy został wezwany przez Gwidona na pomoc w oblężeniu Courtrai, gdzie wyruszył.

### Bitwa złotych ostróg

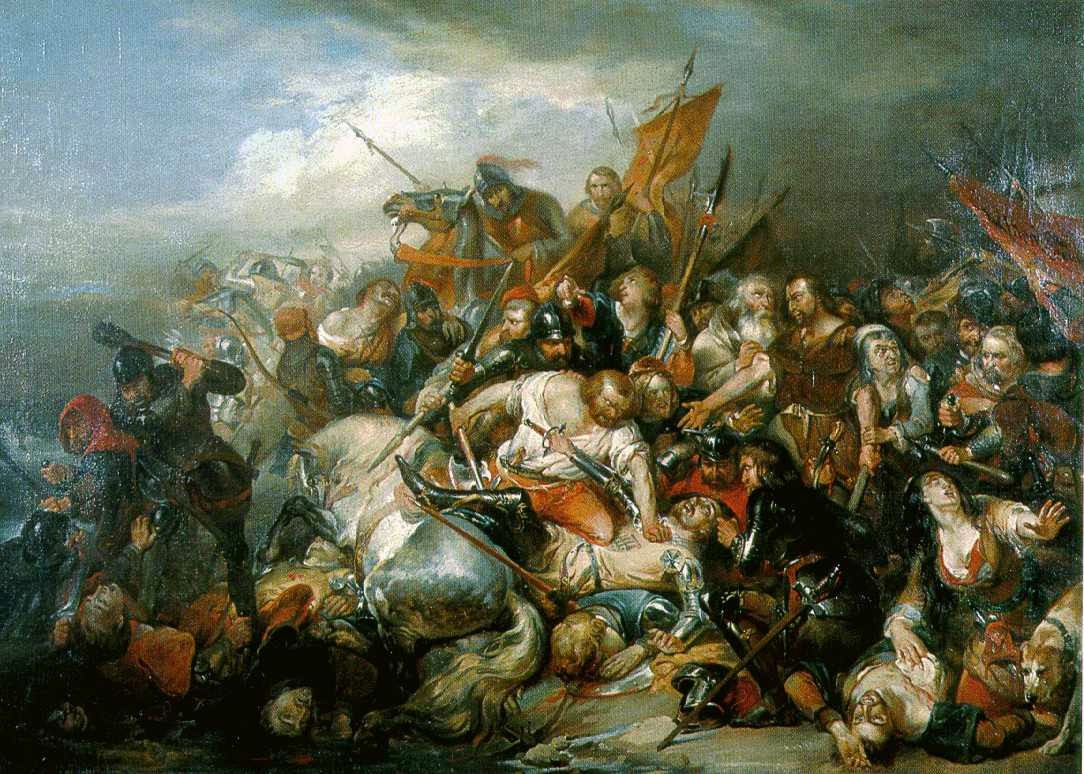
Bitwa złotych ostróg na obrazie Nicaise de Keyser (1836)

W kierunku Courtrai zmierzała francuska armia prowadzona przez Roberta II Szlachetnego, hrabiego Artois. Wilhelm i Gwidon zdawali sobie sprawę z faktu, że ich oddziały składają się głównie z plebejuszy, a w armii przeciwnika dużą część stanowi ciężkozbrojne rycerstwo. Wodzowie postanowili zrezygnować z formowania jakichkolwiek oddziałów konnych i nakazali tym nielicznym szlachetnie urodzonym, którzy stali po ich stronie, by walczyli pieszo wśród plebejuszy. Wilhelm miał pod sobą 10 tysięcy pieszych mieszczan, głównie miejskich milicji i mniej niż 500 rycerzy. W armii Roberta II było 3 tysiące rycerzy i 6 tysięcy piechoty oraz łuczników. Po nieudanych próbach zdobycia Courtrai przez Roberta, wojska stanęły naprzeciw siebie pod miastem. Wilhelm dowodził prawym skrzydłem, składającym się z mieszkańców Brugii. Przed walką Wilhelm i Gwidon nakazali przede wszystkim ranić i zabijać konie, bez których rycerze będą zmuszeni walczyć pieszo. Zakazali również okazywać litości i brać jeńców, co spodobało się plebejuszom, wobec których normalnie w bitwach rycerze również nie okazywali litości. Przed bitwą Wilhelm formalnie nie będąc rycerzem, lecz jedynie giermkiem, wraz z Gwidonem pasował na rycerzy trzystu przyszłych uczestników walk.
Bitwa odbyła się 11 lipca 1302 roku. Na herbie Wilhelma widniało złote pole wspięte czarnym lwem ze srebrną lilią na ramieniu. Herb ten przypominał godło hrabiów Flandrii. W czasie bitwy liczne natarcia kierowały się właśnie na sztandar Wilhelma, ponieważ przeciwnicy zdawali sobie sprawę z tego, że jeśli zabiją wodza rebeliantów, to zniszczą ich morale. Wilhelm więc przez dużą część bitwy zajmował się nie dowodzeniem, lecz odpieraniem ciosów. Wilhelma oraz jego chorążego Jana Ferranta zdołał obalić rycerz Gotfryd de Brabant, który po chwili został zakłuty pikami miejskiej milicji. Wilhelm nie odniósł jednak żadnej rany poza rozbitym nosem. Nieprzyzwyczajony do warunków bitewnych były duchowny musiał jednak odpocząć i wycofać się na tyły. Podobno w jego strój przebrał się wtedy przyboczny Wilhelma – Jan Vlamnic. Jego obecność wśród plebejuszy miała podtrzymywać w nich ducha walki. W czasie bitwy zginął dowódca rycerstwa francuskiego Robert II Szlachetny, jak i wielu znanych i szanowanych we Francji rycerzy. Mieszczanie nie okazywali nikomu litości, a wielu szlachetnie urodzonych przeciwników właśnie licząc na litość poddawało się, po czym traciło życie. Spore straty poniosła również rodzina d’Avesnes. Hrabia Hainaut, a i od pewnego czasu również Holandii stracił dwóch zięciów oraz swego pierworodnego syna. Garnizon Courtrai skapitulował drugiego dnia po bitwie. Wilhelm umieścił w kościele Najświętszej Marii Panny w Courtrai jako wotum chorągwie oraz ponad pięćset złotych ostróg z nóg zabitych rycerzy, dzięki czemu bitwa przeszła do historii jako bitwa złotych ostróg. Z rachunków dworu Wilhelma wynika, że 12 i 13 lipca w jego finansach panował wielki bałagan, co wiąże się najpewniej z wielkim świętowaniem po wygranej bitwie.

### Kolejne zmagania

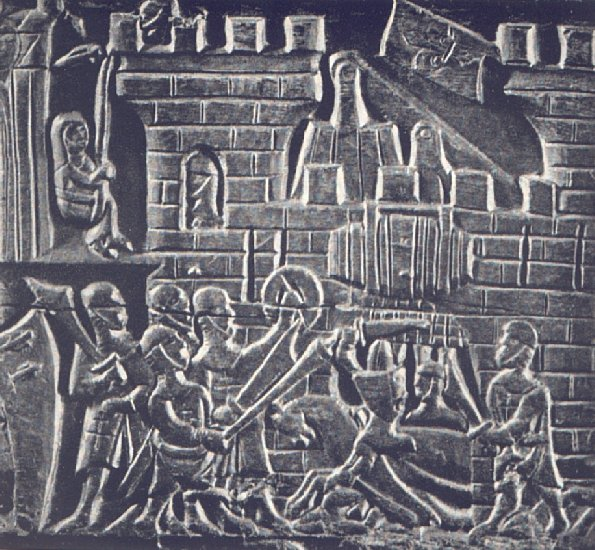
Zdobywanie zamku przez powstańców

Zwycięstwo obudziło jeszcze większy zapał do walki w miastach Flandrii. Wieść o Wilhelmie i Gwidonie rozeszła się po prawie całej Europie. Mieszczanie traktowali ich jako bohaterów, powstawały nawet pieśni o bitwie pod Courtrai, biorące wyraźnie stronę armii Wilhelma. Wróg jednak nie próżnował – już w sierpniu Filip Piękny wyruszył ukarać powstańców. Wilhelm, Jan I de Namur oraz jego młodszy brat Gwidon de Namur postanowili przyjąć postawę defensywną. We wrześniu Wilhelm miał już zamiar wydać wielką bitwę, lecz w tym czasie król francuski postanowił się wycofać. Po tym zdarzeniu dwaj młodzi dowódcy wojsk flandryjskich namówili mieszczan, by ci uznali hrabiego Namuru, Jana I za regenta Flandrii na czas nieobecności Gwidona I Dampierre. Kiedy król Francji się wycofał, Gwidon i Wilhelm obrali sobie na cel Jana II d’Avesnes, hrabiego Hainaut i Holandii. Gwidon wyruszył do Zelandii zaś Wilhelm rozpoczął pustoszenie hrabstwa Hainaut. Działania te miały być podobno bardzo brutalne, co wiązało się z długotrwałą nieskrywaną nienawiścią panującą między rodami. W miejscowości Thérouanne w hrabstwie Artois ludzie z armii Wilhelma dokonali na rynku dekapitacji figury świętego Ludwika IX, dziadka Filipa IV Pięknego. Było to kontrowersyjne wydarzenie, ponieważ pomijając akty wandalizmu, niszczenie figur świętych nie było w owych czasach normą.
Wiosną 1303 roku Wilhelm zaatakował Tournai. Udało mu się jedynie zniszczyć podgrodzie, po czym wyruszył na Lessines. Tam armia Wilhelma została zmuszona do odwrotu po przegranej potyczce z wojskami prowadzonymi przez imiennika Wilhelma, brata hrabiego Hainaut i Holandii, znanego później jako Wilhelm I Dobry z rodu d’Avesnes. Dowiadując się jednak o sukcesach Gwidona de Namur w Zelandii, Wilhelm von Jülich postanowił ponowić działania wojenne i 2 kwietnia zdobył Lessines. Stamtąd wyruszył na Saint-Omer, gdzie wcześniej rozbity został flandryjski oddział. Była to jedyna porażka w czasie wojny, a Wilhelm pragnął ją pomścić.
4 kwietnia doszło do bitwy pod Arques. Wpierw Wilhelm poniósł duże straty, kiedy awangarda jego armii natknęła się na rycerzy pod wodzą Gauchera de Châtillon, który postanowił nie czekać, aż Wilhelm zjawi się pod Saint-Omer. Z pomocą nadszedł jednak sam Wilhelm, który odparł wojska przeciwnika i zmusił je do ucieczki. Po bitwie obie strony ogłosiły się zwycięzcami. Z jednej strony Francuzi zadali Flandryjczykom dotkliwe straty i obronili Saint-Omer, a z drugiej Wilhelm odparł wszystkie szarże rycerstwa i pozostał na polu bitwy zmuszając przeciwnika do ucieczki.
Latem 1303 roku Filip Piękny podjął kolejną wyprawę, jednak obyło się bez żadnych bitew i król 10 lipca postanowił się wycofać. Wilhelm wykorzystując okazję, przeszedł do ofensywy i zajął się pustoszeniem pogranicza, lecz nie zagłębiał się w terytorium wroga, chcąc uniknąć niebezpieczeństwa. Przygotowania do następnego ataku zajęły królowi Francji prawie rok.

### Lato 1304 roku
Latem licząca 3 tysiące rycerzy i 10 tysięcy piechoty armia, dowodzona przez Filipa IV Pięknego wkroczyła do Flandrii. W tym samym czasie 10 i 11 sierpnia w bitwie morskiej flota francuska pokonała Flandryjczyków oblegających Zierikzee pod wodzą Gwidona de Namur, zaś sam Gwidon dostał się do francuskiej niewoli. Filip zatrzymał się ze swoją armią w Mons-en-Pévèle, gdzie po zajęciu odpowiednich pozycji postanowił oczekiwać na armię Wilhelma von Jülich. Flandryjczycy przybyli pod wodzą Wilhelma oraz Jana I de Namur, od razu przystępując do drobnych potyczek. 13 sierpnia udało im się zmusić nieprzyjaciela do cofnięcia się z wcześniej zajętych pozycji, po czym zniszczyli jego trebusze i inne machiny miotające. Wilhelm oraz hrabia Namur przystąpili do negocjacji pokojowych, które zostały jednak przerwane. Bitwa pod Mons-en-Pévèle rozpoczęła się 18 sierpnia. Wpierw sukces odnieśli Flandryjczycy i kiedy wydawało się, że bitwa jest przesądzona, po naradzie między Wilhelmem i hrabią, ten drugi postanowił wycofać się w stronę Lile, zaś ten pierwszy przystąpił do kontrataku, w którym zagroził nawet życiu samego króla Francji. Flandryjczycy zdobyli obóz Francuzów i zaczęli go grabić zapominając o ściganiu wycofującego się przeciwnika. Sam Wilhelm zdołał podobno nawet napić się z kielicha króla, w czasie przeszukiwania jego kwatery. W tym właśnie czasie Filip przegrupował swoje wojska i ruszył do ponownego natarcia, dokonując rzezi oszołomionych pierwszymi sukcesami Flandryjczyków. W tej właśnie bitwie w niewyjaśnionych okolicznościach zginął, a raczej zaginął Wilhelm von Jülich.

## Teorie o śmierci Wilhelma
Nie wszyscy dawali wiarę śmierci Wilhelma, a relacje kronikarzy są zgoła różne. Zdaniem Kroniki królów Francji Wilhelm świadomy swojej nadchodzącej śmierci w ostatniej chwili jadł jabłka, w czasie gdy okrążyli go Francuzi. Według Dawnych kronik Flandrii Wilhelm zginął z ręki Reginalda de Trie, który pomścił śmierć swojego ojca w bitwie złotych ostróg. W pochodzących z około 1370 roku Opowieści mieszczanina z Valenciennes Wilhelm zginął z rąk brata króla Francji, Karola de Valois. Pojawiały się również wersje o obcięciu głowy zabitemu wodzowi Flandryjczyków i przedstawieniu jej królowi Francji, który nie docenił daru i odmówił jego przyjęcia. Wszystkie te wersje wydają się jednak nieprawdopodobne, ponieważ nigdy nie odnaleziono ciała Wilhelma, co zresztą stało się kanwą dla późniejszych pogłosek, jakoby Wilhelm miał przeżyć bitwę i wrócić, kiedy Flandria znajdzie się w potrzebie. Dokonania Wilhelma skłoniły króla Francji do rozpoczęcia negocjacji z Flandryjczykami i zakończenia wojny.

## Literatura
- Dariusz Piwowarczyk, Słynni rycerze Europy. Rycerze w służbie dam i dworu, Iskry, Warszawa 2009.